# دالي براهيم باي
دالي براهيم داي أو دالي إبراهيم ، هو داي من الجزائر العاصمة الذي حكم على بعد بضعة أشهر 22 مارس إلى 14 أوت 1710 ؛ اغتيل برصاصة بندقية. استولى على السلطة من خلال تمرد قاده ضد سلفه، ولكن تم إعدامه بعد بضعة أشهر على يد المتآمرين الذين أوصلوه إلى السلطة 